# Pierre Corneille

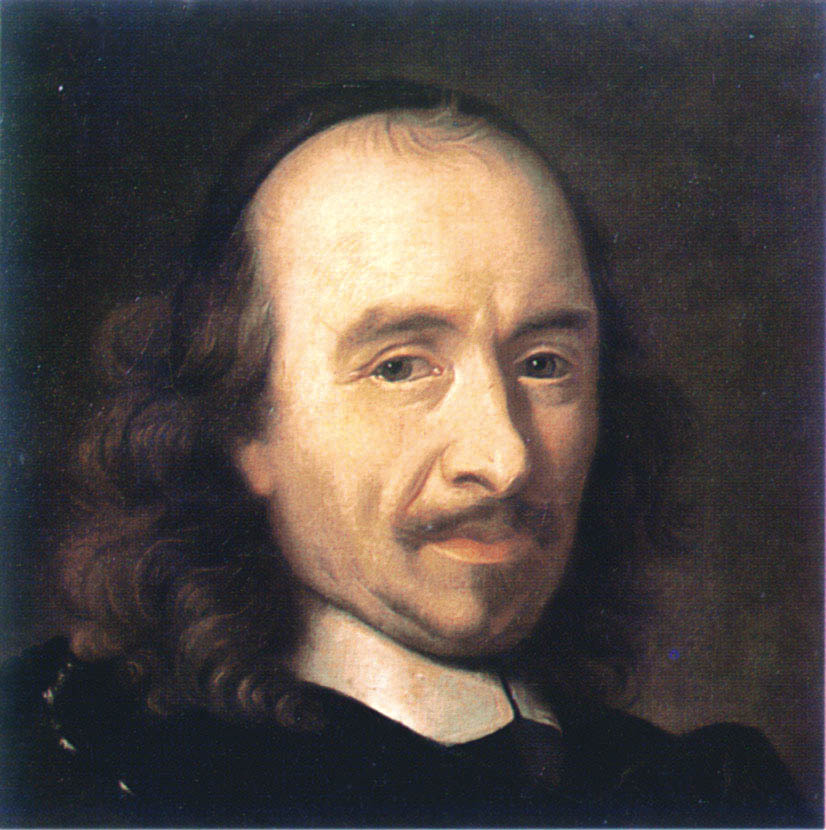
Pierre Corneille

Pierre Corneille (* 6. Juni 1606 in Rouen; † 1. Oktober 1684 in Paris) war ein französischer Autor, der vor allem als Dramatiker aktiv war. Im europäischen Maßstab gesehen gehört er mit seinem gesamten Schaffen dem Zeitalter des Barock an. Er gilt neben Molière und Jean Racine als einer der großen Theaterautoren der französischen Klassik.

## Leben und Schaffen

### Jugend und literarische Anfänge
Corneille wuchs als erstes von sechs Kindern eines wohlhabenden königlichen Jagd- und Fischereiaufsehers in Rouen auf, wo er auch das Jesuitenkolleg besuchte und anschließend Jura studierte. Mit 18 Jahren erhielt er die Zulassung als Anwalt im Praktikantenstatus am Parlement von Rouen, dem höchsten Gericht der Normandie. Als er 22 Jahre alt war (1628), kaufte ihm sein Vater zwei kleinere Richterämter, davon eines am Parlement.
Sein eigentlicher Ehrgeiz galt jedoch schon seit der Schulzeit dem Verfassen von Gedichten (auch auf Lateinisch) und von Stücken. Als 1629 der bekannte Schauspieler Mondory mit seiner Wandertruppe in Rouen gastierte, bot Corneille ihm seine Komödie Mélite an, die er spätestens im Vorjahr, vielleicht schon 1625 verfasst hatte. Dieses Verwirrspiel um sechs junge Leute, die sich schließlich zu drei Paaren zusammenfinden, wurde im Winter 1629/1630 mit Erfolg in Paris inszeniert und half Mondory, sich dort mit einem neuen Theater, dem Théâtre du Marais, zu etablieren.
In den folgenden Jahren schrieb Corneille für das Marais zahlreiche Stücke. Das erste war die Tragikomödie Clitandre, Ou l’innocence persécutée (Clitandre oder die verfolgte Unschuld, 1631), ein kompliziertes Stück um Liebe, Eifersucht, Hass, Mordversuche, Verwechselungen und den Zorn eines Fürsten, der den Titelhelden, einen Höfling, als vermeintlichen Verräter verurteilt, aber dann begnadigt. Mit Clitandre bezieht sich Corneille zum ersten Mal, wenngleich nur vage, auf zeitgenössische Ereignisse, nämlich den Prozess gegen den Anti-Richelieu-Verschwörer Marillac. Clitandre war auch das erste Stück, das er drucken ließ, wobei er unter dem Titel Mélanges poétiques eine Auswahl seiner bis dahin verfassten Gedichte anhängte. Es folgten die Komödien La Veuve (Die Witwe, 1633), La Galerie du Palais (Der große Saal des [Justiz-]Palastes, 1634), La Suivante (Die Gesellschafterin, 1634) und La Place Royale (Der Königsplatz, 1634), einer Komödie, in der Corneille mit der Bindungsstörung des Protagonisten Alidor ein eigenes Problem zu gestalten scheint, das vielleicht durch seine enttäuschte Jugendliebe zu einer gewissen Catherine Hue verstärkt worden war.
Diese frühen Stücke gelten heute als zwar weniger bedeutende Jugendwerke, wirkten damals aber neuartig, denn sie schienen trotz ihrer konventionellen Aufmachung die zeitgenössische Gesellschaft zu spiegeln und spielten meist auch explizit in Paris. Entsprechend hatten sie passablen bis großen, La Galerie sogar sehr großen Erfolg und verschafften Corneille früh den Status eines anerkannten Autors.
Zwar lebte er nach wie vor in Rouen, wo er auch seine Ämter ausübte, doch hatte er bei seinen häufigen Paris-Besuchen Kontakt zu Literatenkreisen und Salons erhalten, unter anderem zu Marquise de Rambouillet. Als geistreicher Unterhalter galt Corneille dort zwar nicht und auch effektvoll aus seinen Stücken vorzulesen lag ihm wenig, doch schätzte man die Gelegenheitsgedichte, die er zu diesem oder jenem geselligen Anlass beisteuerte.
1633 betätigte er sich erstmals als Panegyriker, ein heute wenig bekannter Aspekt seines Schaffens: Im Auftrag des Bischofs von Rouen verfasste er ein Begrüßungs- und Lobgedicht anlässlich eines Besuchs von König Ludwig XIII. und Richelieu.
1634, nach dem großen Erfolg der Tragödie Sophonisbe von Jean Mairet, versuchte sich auch Corneille, vorerst wenig überzeugend, in dieser Gattung mit Médée (Medea, aufgeführt 1635), seinem ersten Stück mit einem Stoff aus der Antike.

### Der Weg nach oben
1635 wurde er, unter anderem zusammen mit dem etwas jüngeren Jean Rotrou, Mitglied einer Gruppe von fünf Autoren im Dienst Richelieus, der das Theater zu einem Ort der politischen Propaganda für eine Stärkung der absoluten Monarchie zu machen versuchte. Nach zwei gemeinsam verfassten Stücken stellte Corneille seine Mitarbeit zwar ein, erhielt jedoch die ihm gewährte Jahresgage („Pension“) von 1500 Francs (etwa dem, was eine bescheidene Person samt einem Domestiken brauchte) bis zu Richelieus Tod 1642.
Ebenfalls ab 1635 befasste Corneille sich offenbar mit spanischer Literatur. Einerseits hatte sein Konkurrent und Kollege Jean Rotrou kurz zuvor begonnen, spanische Stücke für das französische Theater umzuschreiben. Andererseits erhielt Spanien mit dem Beginn des jahrzehntelangen französisch-spanischen Krieges auch ein politisches Interesse.
Im Winter 1635/1636 brachte Corneille, erneut sehr erfolgreich, L’Illusion comique heraus, eine Komödie, in der er das beliebte barocke Motiv des Theaters im Theater verarbeitet und zugleich, ganz im Sinne seines Dienstherrn Richelieu, für die Aufwertung des Schauspielerberufes wirbt. Innerhalb einer märchenhaften Rahmenhandlung spielen in L’Illusion weitere, erst im Nachhinein als bloßes Theater erkennbare Handlungen (worin unter anderem der prahlerische Haudegen Matamoro sich als Feigling erweist und die von ihm umworbene Frau an seinen Gefolgsmann Clindor verliert). L’Illusion ist das letzte Stück, in dem Corneille die Lehre von den drei Einheiten (des Ortes, der Zeit und der Handlung) ignoriert, die in Pariser Literatenkreisen gerade lebhaft diskutiert wurde.

### Der Durchbruch mitLe Cid

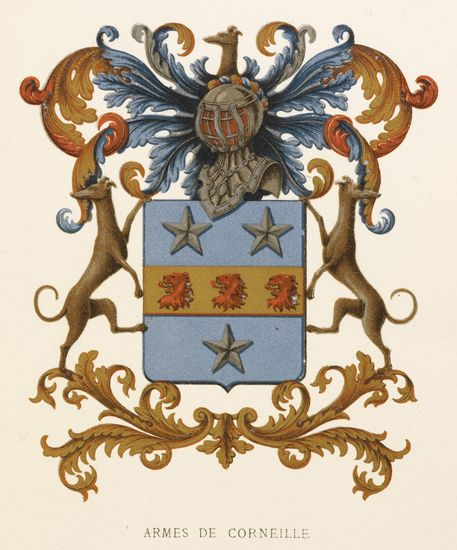
Wappen von Corneille aus dem Jahr 1637

Nachdem im Sommer 1636 die Spanier die Grenz- und Festungsstadt Corbie erobert, aber nach langem Ringen wieder verloren hatten, stellte Corneille im Spätherbst eine Tragikomödie fertig, die Bezüge auf diesen Kampf zu enthalten scheint: Le Cid, welches er Marie-Madeleine de Vignerot widmete, einer Nichte Richelieus, die ihn gefördert hatte. Die Aufführung des Stücks gegen Ende des Jahres war Corneilles endgültiger Durchbruch. Das Stück gilt als Beginn der hohen Zeit des Theaters der Klassik. Die Handlung des Cid spielt im Spanien des 11. Jahrhunderts und fußt auf dem Stück Las Mocedades del Cid von Guillén de Castro aus dem Jahr 1618, worin die Heldentaten des jugendlichen Cid, des mittelalterlichen spanischen Nationalhelden, geschildert werden. Die Handlung ist ein klassisches Beispiel für den Konflikt zwischen Liebe und Pflicht, der sich beim verlobten adeligen Paar Rodrigue und Chimène manifestiert: Rodrigue muss, den Geboten der Familienehre gehorchend, den Vater seiner Verlobten zum Duell fordern, weil der seinen eigenen, schon ältlichen Vater durch eine Ohrfeige beleidigt hat. Chimène dagegen muss, nachdem Rodrigue ihren Vater in dem Duell getötet hat, beim König die Todesstrafe gegen ihn fordern. Rodrigue wird jedoch nach einigem Hin und Her vom König im Sinne der Staatsräson begnadigt und aufs Neue mit Chimène verlobt. Der Grund dafür ist, dass er sich inzwischen um das Vaterland verdient gemacht hat, indem er als Feldherr das Heer der Mauren vor Sevilla geschlagen hat. Die Entscheidung des Königs wird allerdings auch als moralisch richtig bestätigt, dadurch dass Chimène sich zu ihrer Liebe bekennt, als sie einen Augenblick lang irrtümlich annimmt, ein von ihr akzeptierter Fürkämpfer, der seinerseits Rodrigue zum Duell gefordert hatte, habe ihn besiegt und getötet.
Le Cid war eines der größten Ereignisse der französischen Theatergeschichte. Der Erfolg war so spektakulär, dass Ludwig XIII. den Vater von Corneille umgehend in den Adelsstand erhob, womit der Sohn als schon adelig geboren galt. Mehrere Nachahmer beeilten sich, die Handlung mit eigenen Stücken fortzusetzen (z. B. Le Mariage du Cid oder La Mort du Cid). Allerdings traten rasch auch Neider und Mäkler auf den Plan, darunter die rivalisierenden Dramatiker Georges Scudéry und Jean Mairet. Sie attackierten Corneille vordergründig mit dem Argument, er habe die Regeln der „bienséance“ (Anstand, Sittsamkeit) verletzt, sein Vorbild plagiiert und zudem die mittlerweile als obligatorisch geltenden drei Einheiten – vor allem die des Ortes und der Zeit – nicht korrekt beachtet. Als Corneille Anfang 1637 selbstbewusst mit einer ironischen kleinen Schrift, der Excuse à Ariste (Entschuldigung gegenüber A.), reagierte, löste er eine heftige Kontroverse aus, die Querelle du Cid, in die sich weitere Literaten mit Pamphleten einmischten (circa 35 davon sind erhalten). Der monatelange Streit endete mit dem Eingreifen Richelieus, den zwar die positive Darstellung des wiederholt von ihm verbotenen Duells unter Adeligen verärgert hatte, dem jedoch das Lob der Staatsräson gefiel. Er beauftragte die junge Académie Française, ein Urteil abzugeben, das überwiegend von Jean Chapelain verfasst wurde und zwar negativ, aber versöhnlich ausfiel.
Während das Publikum weiter den Cid beklatschte, der auch auf Dauer das meistgespielte Stück Corneilles blieb, zog sich dieser verunsichert nach Rouen zurück. Hier versuchte er 1638 vergeblich, eine Doppelbesetzung seiner Ämter zu verhindern, die eine Halbierung seiner Einkünfte aus ihnen bedeutete und damit auch ihren Wiederverkaufswert minderte.

### Die großen Tragödien

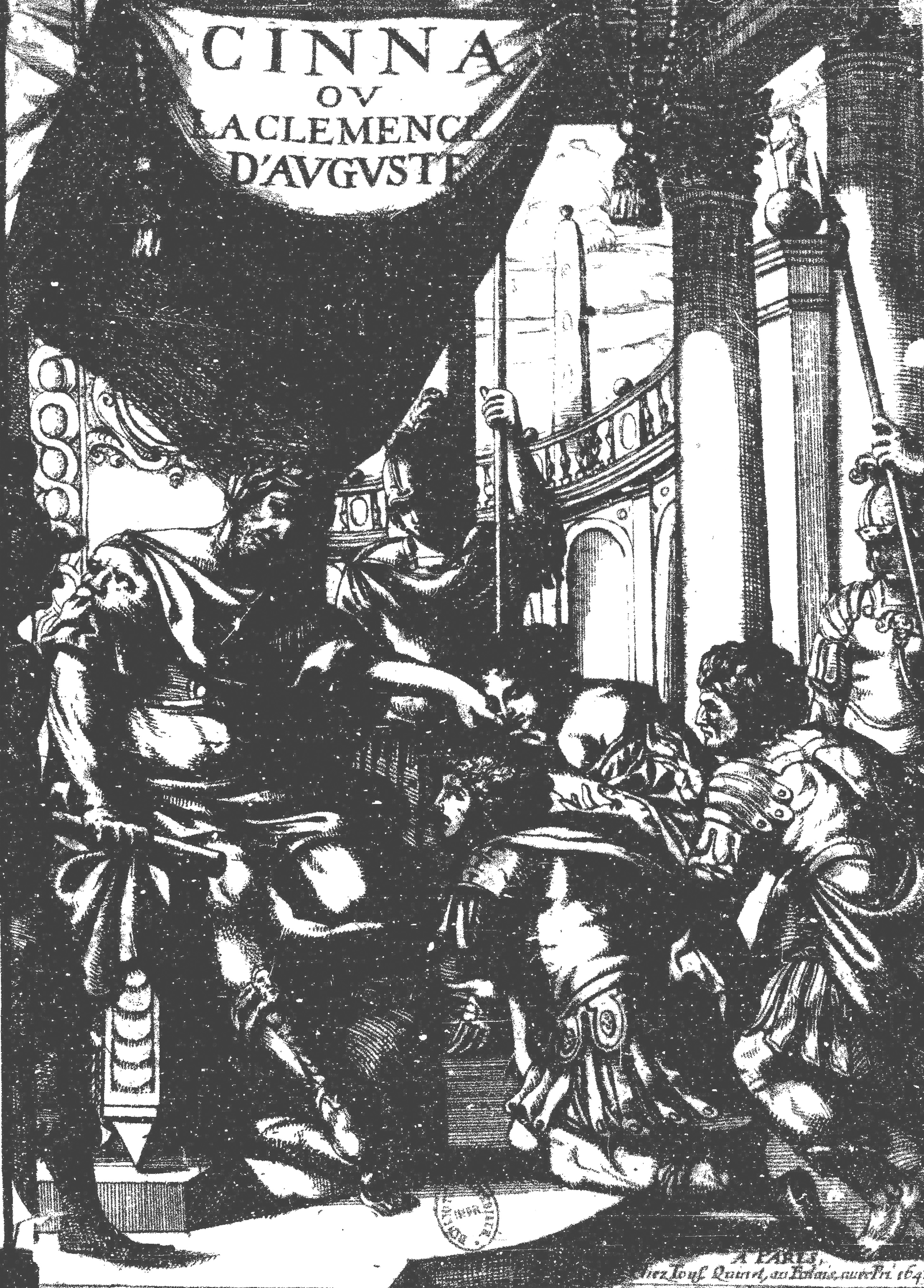
„Cinna oder die Gnade des Augustus“.
Titelblatt der Ausgabe von 1643

Erst 1640, inmitten aufstandsähnlicher Wirren in Rouen, die von kriegsbedingten Steuererhöhungen ausgelöst worden waren und schließlich von Truppen niedergeschlagen wurden, schrieb Corneille sein nächstes Stück: die im alten Rom spielende Tragödie Horace, in der er den legendären Stoff des Kampfes zwischen den Gentes der Horatier und Curiatier verarbeitete. Das Drama verdeutlicht thesenhaft, dass zwar zwischenmenschliche Bindungen, etwa unter Gatten und Geschwistern, ein hoher Wert sind, dass jedoch der Nutzen und der Ruhm des Vaterlandes Vorrang haben und ein Herrscher deshalb einen Gesetzesbrecher, hier einen Schwestermörder im Affekt, amnestieren darf, wenn der sich um den Staat verdient gemacht habe. Corneille widmete die Druckfassung des Werkes Richelieu, der es nach einer Privataufführung für gut befunden hatte. Um die historische Treue und die Beachtung der aristotelischen Einheiten zu demonstrieren, versah Corneille zahlreiche seiner Stücke mit Quellenangaben in der Originalsprache (in diesem Fall mit dem Bericht des römischen Historikers Livius) sowie mit einem Examen mit Ausführungen zur jeweiligen Einheit von Zeit, Ort und Handlung.
Anfang 1641 schloss Corneille Cinna, ou la clémence d’Auguste ab, ein Stück um die Verschwörung einiger republikanischer Patrizier gegen Kaiser Augustus und dessen großmütige, aber auch politisch kluge Vergebung, als er das Komplott entdeckt. Erkennbar spiegelt sich in diesem Werk die sich anbahnende Cabale des Importants, eine zeitgenössische Intrige hochstehender Adeliger gegen Richelieu und dessen Politik des zentralistischen Absolutismus.
Horace und Cinna waren sehr erfolgreich, und das letztere Stück, das als das formal gelungenste des Autors gilt, wurde nach dem Cid auch sein meistgespieltes. Dennoch stockte Corneilles künstlerisches Schaffen in den folgenden Jahren. 1641 heiratete er mit 35 Jahren, also für die damalige Zeit sehr spät, die elf Jahre jüngere Richterstochter Marie de Lampérière, mit der er vier Söhne und zwei Töchter haben würde. 1642 übernahm er beim Tod seines Vaters dessen Haus und die Vormundschaft für zwei noch unmündige Geschwister, unter anderem den 19 Jahre jüngeren Bruder Thomas, den späteren Dramatiker.
Erst Anfang 1643 brachte Corneille ein neues Stück heraus, Polyeucte martyr („Polyeuctos der Märtyrer“), eine um 250 in Armenien spielende „christliche Tragödie“. Sie wurde ein Erfolg beim Publikum, vor allem dank der mit dem religiösen Geschehen verwobenen Liebesgeschichte. Der Klerus allerdings tadelte die Profanierung eines religiösen Stoffs durch die Darstellung auf der Bühne.
Ebenfalls 1643 erreichte es Corneille mit einem Lobgedicht, die Gunst von Kardinal Mazarin, dem Nachfolger Richelieus, zu erlangen und von ihm eine jährliche Pension von 1000 Francs zu erhalten.
Nach Polyeucte ließ Corneille eine ganze Serie von Stücken folgen, in denen er den mit Le Cid, Horace und Cinna eingeschlagenen Weg weiterverfolgte und sich so Renommee erwarb. Die Handlungen, die sämtlich auf historischen Stoffen beruhen, weisen in der Regel einen verdeckten Bezug zur damaligen Politik auf und kreisen um hochgestellte Personen, die den Konflikt zwischen Neigung und Pflicht zugunsten der letzteren lösen, insbesondere im Sinne der Staatsräson, aber auch der Ethik von René Descartes. Die wichtigsten Titel bis 1648 sind La Mort de Pompée („Der Tod des Pompeius“, 1643), Rodogune, princesse des Parthes („Rodogune, die Parther-Fürstin“, 1644), Héraclius (1647). Die einzigen Komödien aus dieser Zeit sind Le Menteur („Der Lügner“, 1643) und La Suite du Menteur (1644). Die zunächstgenannte erfolgreichere gilt als die erste französische Charakterkomödie vor Molière und als wichtiges Vorbild für diesen. Die Tragödie Andromède, die Corneille 1647 auf Bestellung Mazarins verfasste, die aber wegen widriger Umstände erst 1650 zur Aufführung kam, war sein erstes Stück mit Gesangseinlagen und dem Einsatz von Maschinen.
1647 wurde Corneille in die Académie Française aufgenommen. Nachdem er schon 1644 einen ersten Sammelband seiner Stücke veröffentlicht hatte, brachte er 1648 einen zweiten heraus. Er schien nun vollends etabliert.

### Die Zeit der Fronde
Hiernach geriet er jedoch in die Wirren der anti-absolutistischen Aufstände der sogenannten Fronde (1648–52) gegen Königin Anna, die für ihren noch unmündigen Sohn Ludwig XIV. die Regentschaft ausübte. Zuvor geriet Corneille jedoch in Konflikt mit Mazarin, der die absolutistische Politik seines Vorgängers Richelieu fortsetzte. So wurde 1649 der vom Publikum zunächst gut aufgenommene Dom Sanche d’Aragon letztlich zum Misserfolg, weil der Fürst Condé, der ranghöchste Mitanführer der Frondeure, die gerade Paris beherrschten, das Stück als Huldigung an Mazarin verstand und den Daumen senkte.
Im Gegenzug sah sich Corneille Anfang 1650 von Mazarin nach dessen vorläufigem Sieg belohnt, als er das hochrangige Amt des Anwaltes der Ständeversammlung der Normandie am Parlement von Rouen erhielt, dessen Inhaber, ein Frondeur, abgesetzt worden war. Hiernach konnte er seine beiden bisherigen, kleineren Ämter verkaufen.
Dennoch scheint er sich innerlich bald von Mazarin gelöst zu haben, denn sichtlich huldigte er noch 1650 mit Nicomède dem Fürsten Condé, der gefangen genommen worden und zu einer Art anti-absolutistischen Lichtgestalt geworden war. Corneille musste jedoch erleben, dass Condé nach seiner Freilassung 1651 endgültig unterlag und dass daraufhin Pertharite, ein Stück um einen vom Thron verdrängten König, in Paris durchfiel, weil das Thema nach der siegreichen Rückkehr des jungen Ludwig XIV. und der Königinmutter in die Hauptstadt obsolet geworden war.
Corneille, der überdies sein neues Amt an den inzwischen amnestierten und wieder eingesetzten Vorgänger hatte zurückgeben müssen, zog sich enttäuscht zurück. In dieser Zeit der Frustration arbeitete er vor allem an einer Versübertragung der Imitatio Christi des Thomas a Kempis. Sie erschien von 1652 bis 1654 in drei Bänden unter dem Titel L’Imitation de Jesu-Christ (Die Nachahmung von Jesus Christus), brachte ihm viel Anerkennung ein und wurde mehrfach neu aufgelegt. Dass Corneille sich des Öfteren als religiöser Autor betätigte, ist wenig bekannt.

### Ein neuer Anfang in Paris
Erst 1658 beendete Corneille seine innere Emigration. Ein Grund war zweifellos, dass im Sommerhalbjahr die Wandertruppe von Molière längere Zeit in Rouen gastierte und dort auch einige Stücke Corneilles spielte. Hierdurch kam dieser mit der Truppe in Kontakt und verliebte sich in die junge Schauspielerin Marquise du Parc. Als die Truppe im Herbst nach Paris weiterzog, hatte er einen zusätzlichen Grund, dem schon längeren Zureden seines Bruders Thomas zu folgen, der 1656 eine eigene Karriere als Dramatiker in der Hauptstadt gestartet hatte. Auch lockte Corneille die Gunst des als Groß-Mäzen agierenden Finanzministers Nicolas Fouquet, der ihm eine Pension von 2000 Francs aussetzte. Er reiste nun wieder häufig nach Paris und bewegte sich, von dem gesellschaftlich geschickteren Thomas lanciert und flankiert, als anerkannter Autor und galanter Lyriker in dem Kreis um Nicolas Fouquet sowie in anderen Salons. Auch versuchte er sich bald wieder als Dramatiker, indem er auf einen Vorschlag Fouquets die Tragödie Œdipe (Ödipus) verfasste. Die Aufführung Anfang 1659 durch die Truppe Molières und mit der Du Parc als Jocaste wurde zwar ein mondänes Ereignis, doch schien es manchen, als habe Corneille nachgelassen.
Das nächste Stück folgte 1660: die Tragödie La Toison d’or (Das Goldene Vlies), die im Auftrag eines reichen Adeligen, Alexandre de Rieux, Marquis de Sourdéac, entstand und mit aufwendigen Maschinen im Sommer auf dessen normannischem Schloss und im Winter in Paris aufgeführt wurde. Im selben Jahr brachte Corneille eine neue Gesamtausgabe seiner Stücke heraus, nun in schon drei Bänden. Hierbei eröffnete er jeden Band mit einem Discours sur la poésie dramatique und ließ die pompösen Widmungsadressen fort, die er den früheren Einzelausgaben der Stücke jeweils vorangestellt hatte, nun aber offenbar für unter seiner Würde hielt. In der Tat war er als „le grand Corneille“ zu einer Art Platzhirsch des Pariser Theaterlebens avanciert.
Den Sturz Fouquets, der 1661 verhaftet und wegen Bereicherung im Amt verurteilt wurde, überstand Corneille unbeschadet. Er fand rasch einen neuen Gönner in Herzog Henri de Guise, der ihn und Thomas (der eine Schwester seiner Frau geheiratet hatte) 1662 sogar samt ihren Familien in sein Stadtpalais aufnahm. Nach der Übersiedelung von Rouen nach Paris lebten die Brüder Corneille den Rest ihres Lebens dort, meistens, wie schon in der Heimatstadt, im selben Haus.

### Der langsame Niedergang ohne Abstieg
1663 stellte der neue Minister Colbert eine Liste von Autoren zusammen, die von ihm selbst und seinem jungen König als einer Pension würdig erachtet wurden und von denen man im Gegenzug regimefreundliche und panegyrische Texte erwartete. Auch Corneille kam darauf mit erfreulichen 2000 Francs. Er entsprach den Erwartungen, die an ihn gerichtet waren, sogleich mit der Dankesschrift Remerciement présenté au Roi en 1663 und tat es auch in der Folge häufig. So bat er etwa schon 1664 den König mit einem Sonett um die Neuausstellung seines Adelsbriefes, der zusammen mit Hunderten anderer durch einen Erlass Colberts kassiert worden war. Später ersuchte Corneille ihn poetisch um Förderung der Karrieren seiner älteren Söhne, eines Geistlichen und zweier Offiziere.
Mit dem passabel erfolgreichen Œdipe und dem viel bestaunten Maschinen-Stück La Toison d’or hatte Corneille seine Arbeit als Dramatiker wieder voll aufgenommen. Wie vorher schrieb er vor allem Tragödien mit Stoffen aus der älteren, meist römischen Geschichte (Sertorius, 1661/62; Sophonisbe, 1662; Othon, 1664; Agésilas, 1665/66; Attila, 1666/67). Insgesamt jedoch bevorzugte er nun, seinen inzwischen sehr erfolgreichen Bruder Thomas imitierend, eher romaneske Handlungen. Hiermit versuchte er, dem Publikumsgeschmack zu entsprechen, der sich stark verändert hatte: aufgrund der innenpolitischen Ruhe, die nach dem Sieg des Absolutismus unter Mazarin herrschte, aber auch wegen der wirtschaftlichen und kulturellen Aufbruchstimmung, die Frankreich nach dem Ende des Krieges gegen Spanien (1659) und Beginn der Alleinherrschaft des jungen Ludwigs XIV. im Jahr 1661 erfasste. Die neuen Stücke wurden sämtlich aufgeführt, zum Teil von der Truppe Molières, die seit 1659 ständig in der Hauptstadt spielte. Sie hatten stets auch einen gewissen Erfolg, doch trafen sie nicht mehr den Nerv der Zeit. Sichtlich fehlte ihnen weitgehend der Bezug zur politischen Realität, der jene Stücke ausgezeichnet hatte, die in den bewegten Zeiten vor und während der Fronde entstanden waren. Darüber hinaus litten sie bald auch unter dem Vergleich mit den Stücken des jüngeren Rivalen Jean Racine, der ab 1665 die Pariser Bühne zu beherrschen und den Geschmack zu bestimmen begann.
1667 betätigte sich Corneille wiederum als Panegyriker, indem er den im August siegreich aus dem Devolutionskrieg heimkehrenden Ludwig XIV. mit dem Lobgedicht Au Roi sur son retour de Flandre (Dem König zu seiner Rückkehr aus Flandern) begrüßte und ihm etwas später mit dem langen Gedicht Les victoires du Roi en 1667 huldigte.
Als sich Ende 1667 Racine mit der Tragödie Andromaque endgültig durchsetzte, war Corneille so frustriert, dass er an einen gänzlichen Rückzug vom Theater dachte. In dieser Situation schrieb er 1669 erneut ein langes frommes Werk, das Office de la Vierge traduit en français, tant en vers qu’en prose, par P. Corneille, avec les sept psaumes pénitentiaux, les vêpres et complies du dimanche et tous les hymnes du breviaire romain. Es kam Anfang 1670 im Druck heraus mit einer Widmung an die Königin Marie-Thérèse. Anders als die Imitation von 1652–1654 fand das Office jedoch kaum Beachtung und erlebte keine Neuauflage.

### Die letzten Jahre
Ende 1670 versuchte Corneille, gedrängt von alten Freunden und Bewunderern sowie auch von Feinden und Neidern Racines, ein neuerliches Comeback mit der „comédie héroïque“ Tite et Bérénice. Allerdings brachte der inzwischen selbstbewusste Racine zur selben Zeit das themengleiche Stück Bérénice heraus, das vom Publikum als das deutlich bessere bewertet wurde.
Corneille schrieb dennoch drei weitere Stücke, die aber keinen größeren Anklang mehr fanden: Psyché (1670/71), Pulchérie (1671/72) und Suréna, général des Parthes (1674). Eine Sonderstellung nimmt hierunter die „Ballett-Tragödie“ Psyché ein, deren Plan und erster Akt von Molière stammten, während die letzten drei Viertel von Corneille verfasst wurden. Als bestes Stück seines Spätwerks gilt heute das letzte, die Tragödie Suréna.
Seinen hohen Status in der Literatenszene und in der Pariser Gesellschaft konnte Corneille bis zum Ende seines Lebens wahren, auch dank dem Geschick und dem Einfluss seines immer loyalen Bruders und dank dem Kollegen Jean Donneau de Visé, der in seiner 1672 gegründeten Zeitschrift Le Mercure Galant treu zu Corneille stand. Darüber hinaus erhielt er häufig Lob von Feinden und Neidern Racines, die diesen so zu kränken versuchten.
In Pariser Adelskreisen und am Hof behielt Corneille ebenfalls seine Bewunderer, und gewogen blieb ihm auch König Ludwig, dem er 1672 das lange Lobgedicht Les victoires du Roi sur les États de Hollande en l'année 1672 (Die Siege des Königs über die holländischen Stände im Jahr 1672) widmete. 1675 und 1676 hatte er die Genugtuung, dass Ludwig am Hof vier bzw. sechs ältere Stücke von ihm aufführen ließ.
Die gelegentlich zu findende Angabe, Corneille sei im Alter verarmt, ist falsch.
Nach seinem Tod wurde sein Sessel in der Académie Française, deren Sitzungen er stets gewissenhaft besucht hatte, an seinen Bruder Thomas vergeben. Der einstige Rivale Jean Racine hielt eine Laudatio auf Corneille.

### Nachwirkung
Corneille hat mit seinen etwa 35 Stücken alle Dramatiker neben und direkt nach ihm beeinflusst, insbesondere Racine; aber auch für die nachfolgenden Autorengenerationen blieb er ein Vorbild, z. B. für Voltaire. Entsprechend galt und gilt er bis heute als einer der größten französischen Dramatiker und als größter Tragiker neben Racine, der trotz seines deutlich schmaleren Gesamtwerks oft als der Größere erachtet wird.
Aufgrund seines Erfolgs in Frankreich wurden Stücke Corneilles schon zu seinen Lebzeiten in Übertragungen auch von deutschen Theatertruppen gespielt. In der Folge machte Gotthold Ephraim Lessing Corneille und dessen Stücke, die auf dem Spielplan des Hamburger Nationaltheaters standen, zu einem der Hauptgegenstände seiner dramentheoretischen Polemiken in der Hamburgischen Dramaturgie. Corneille wurde für Lessing zum Repräsentanten einer auf deutschen Bühnen stark präsenten französischen klassizistischen Theatertradition, gegen die er anschrieb. Beim Versuch, auf eine eigenständige nationale Bühnendichtung hinzuwirken, machte Lessing Corneille u. a. die falsche Auslegung der aristotelischen Poetik, mangelndes Genie, schlechte, da nicht an der Natur des Menschen orientierte Motivationstechnik und insgesamt „mißgeschilderte Charaktere“ zum Vorwurf.
Corneilles Bruder Thomas, der zeitweise sogar der Erfolgreichere war, ist seit langem weitgehend vergessen.

### Die Corneille/Molière-Kontroverse
Im Zentrum dieser Kontroverse steht die umstrittene Autorschaft der Werke von Molière. Es geht um die Klärung der Frage, ob Pierre Corneille einige Werke, welche traditionellerweise Molière zugesprochen werden, als sein Ghostwriter verfasst hat.
Im 21. Jhd. wird versucht, diese Streitfrage mit Hilfe mathematisch-stilometrischer Verfahren der Computerphilologie zu entscheiden.

## Werke
(Die Benennungen der Stücke als tragédie, comédie oder tragi-comédie sind die Corneilles selbst. Sie entsprechen nicht immer der heutigen Definition der Begriffe. Die Jahreszahlen sind die der Entstehungszeit.)
- Mélite (comédie), 1625 ?, Auff. 1629 Auf dieser Komödie basiert Gaetano Donizettis Oper La lettera anonima aus dem Jahr 1822.
- Clitandre (tragi-comédie, später in tragédie umbenannt), 1630/31
- La Veuve, Ou le Traître trahi (comédie), 1631/32
- La Galerie du Palais (comédie), 1632/33
- La Place Royale (comédie), 1634
- Médée (tragédie), 1635,[4] Texte établi et prés. par André de Leyssac, Genève: Droz, 1978 [Textes littéraires français, 258]
- L’Illusion comique (comédie), 1636
- Le Cid (tragi-comédie, später in tragédie umbenannt), 1636/1637[5]
- Horace (tragédie), 1640
- Cinna ou la clémence d´Auguste (tragédie), 1641[5]
- Polyeucte (tragédie), 1643 (nach dem Märtyrerbericht des hl. Polyeuktos)
- La Mort de Pompée (tragédie), 1641/42
- Le Menteur (comédie), 1643
- La Suite du Menteur (comédie), 1643
- Rodogune (tragédie), 1644 Neuauflage: Rodogune. Gallimard-Jeunesse, 2004, ISBN 2-07-041946-0 (französisch). E-Book: Rodogune, Princesse des Parthes. Phonereader, ISBN 2-84854-580-6 (formal falsch) (französisch, phonereader.eu). Deutsch: Rodogune. Rowohlt Theaterverlag (rowohlt-theaterverlag.de). – Tragödie über die Partherprinzessin Rhodogune und ihren Kampf mit der syrischen Königin Kleopatra Thea Euergetes um deren Söhne Seleukos Philometor und Antiochos Grypos.[6] Spielt auf die Regentschaft Annas von Österreich 1643–1651 an und auf die politischen Kontrahenten dieser Zeit, den Fürsten Condé und Prinz Gaston d’Orléans.[7]
- Théodore (= Theodora, tragédie chrétienne). 1645
- Héraclius (tragédie), 1646
- Andromède (tragédie), 1647, Auff. 1650
- Don Sanche d’Aragon (comédie héroïque), 1649
- Nicomède (tragédie), 1650
- Pertharite (tragédie), 1651
- Œdipe (tragédie), 1658/59
- Trois Discours sur la poésie dramatique, 1660
- La Toison d'or (tragédie), 1660 (mit aufwendigen Maschinerien inszeniert)
- Sertorius (tragédie), 1662 (urn:nbn:de:gbv:9-g-4890649 Digitalisat der dt. Ausgabe von 1694 in der Digitalen Bibliothek Mecklenburg-Vorpommern)
- Othon (tragédie), 1664
- Agésilas (tragédie), 1666
- Attila (tragédie), 1667
- Tite et Bérénice (comédie héroïque), 1670
- Psyché, 1671 (Plan und Anfang dieser "Ballett-Tagödie" sind von Molière.)
- Pulchérie (comédie heroïque), 1672
- Les victoires du Roi sur les États de Hollande en l'année 1672, (Huldigungsgedicht an Ludwig XIV.), 1672
- Suréna (tragédie), 1674